# Ascaridia galli
Ascaridia galli är en rundmaskart. Enligt Catalogue of Life ingår Ascaridia galli i släktet Ascaridia och familjen Ascaridiidae, men enligt Dyntaxa är tillhörigheten istället släktet Ascaridia och familjen Heterakidae. Arten är reproducerande i Sverige. Inga underarter finns listade i Catalogue of Life.

## Bildgalleri

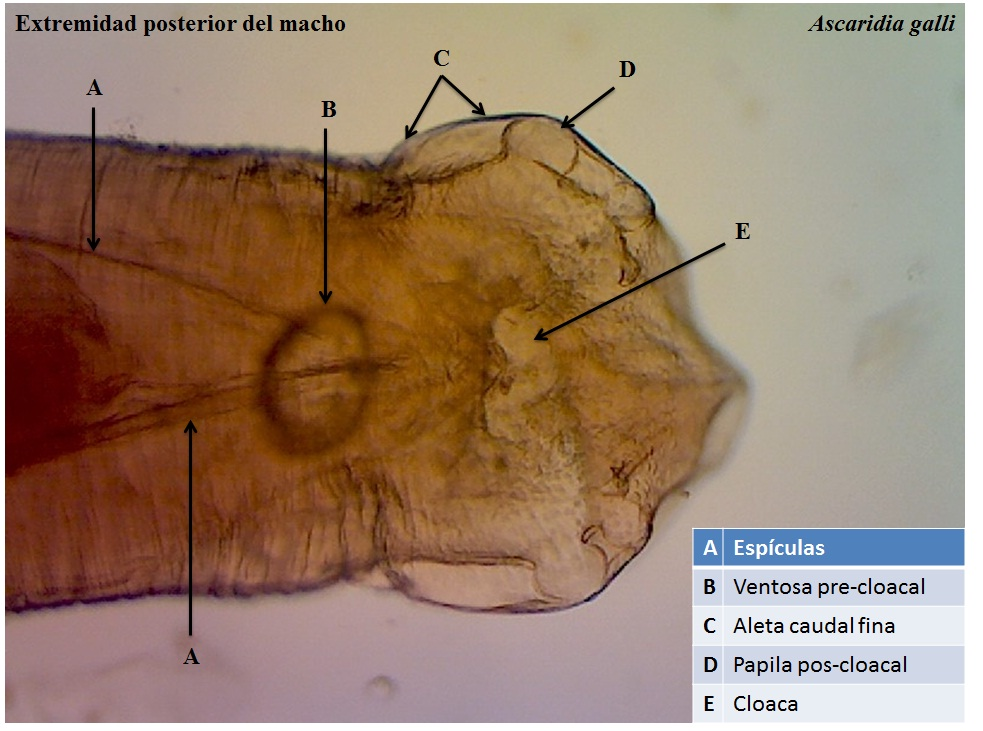
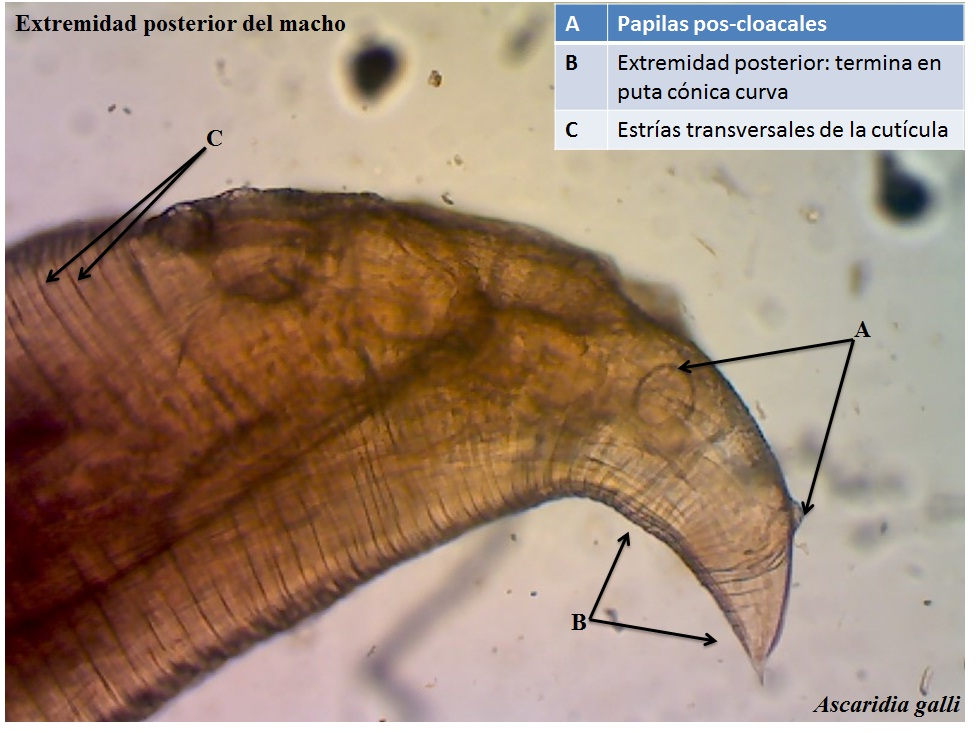